# Pablo Morgado Blanco
Pablo Morgado Blanco, más conocido popularmente como Morgado, es un futbolista español. Juega como delantero y su actual equipo es el Club de Fútbol Gandia.

## Trayectoria
Formado en las categorías inferiores del Valencia CF. En la temporada 2008/2009 llegaría su debut en la categoría de bronce con el Valencia Mestalla, tras casi 17 años en la cantera valencianista, pasó a formar parte de La Nucía de Tercera División por un corto periodo. Tras destacar como goleador en el filial valencianista, en 2010 firmó por el CD Mirandés de la Liga Adelante, donde jugaría durante dos temporadas. En esas dos temporadas en el Mirandés jugó pocos partidos, la primera 2009-10, jugó 10 y marcó 1 gol y en la siguiente 7 partidos y 1 gol también. Debutó el 17 de febrero de 2010, en Anduva y ante el Lugo al que ganó el Mirandés por 3-1 con goles Mújika, Pablo y el propio Morgado. El partido era el primero de la segunda vuelta que en su día quedaba suspendido por la nieve el 10 de enero.
Tras llegar a un acuerdo volvía a Valencia, esta vez para defender los colores del Huracán CF durante tres temporadas, lugar donde  gozó de muchos más minutos e incluso poniendo al equipo en play-off de ascenso a Segunda División. Después de su paso por el Huracán probó suerte en el  Litex Lovech de Bulgaria con Hristo Stoichkov de entrenador pero finalmente decidió aceptar la oferta del CE Hospitalet. Club donde fue uno de los jugadores fijos de Kiko Ramírez(28 partidos de Liga y 3 de Copa del Rey). 
En verano de 2015, firmó por el CF Badalona.
En julio de 2016, firmaría por el AD Mérida pero no llegaría a comenzar la temporada, ya que se marcharía al FC Jumilla.
En agosto de 2016 decide fichar por el Jumilla, es un futbolista veterano que lleva diez temporadas en la División de Bronce del Fútbol Español y que se une al proyecto del Fútbol Club Jumilla de la mano de Pichi Lucas.

## Clubes
| Club                          | País     | Temporada | Categoría                  |
| ----------------------------- | -------- | --------- | -------------------------- |
| Valencia Mestalla             | España   | 2008–2009 | Segunda B                  |
| CF La Nucía                   | España   | 2009–2010 | Tercera División de España |
| CD Mirandés                   | España   | 2010–2012 | Segunda                    |
| Huracán Valencia CF           | España   | 2012–2014 | Segunda B                  |
| Litex Lovech                  | Bulgaria | 2014      | Liga A de Bulgaria         |
| Centre d'Esports L'Hospitalet | España   | 2014–2015 | Segunda B                  |
| CF Badalona                   | España   | 2015      | Segunda B                  |
| AD Mérida                     | España   | 2016      | Segunda División           |
| FC Jumilla                    | España   | 2016-2017 | Segunda B                  |
| Club de Fútbol La Nucía       | España   | 2017-2018 | Segunda B                  |
| Jamshedpur FC                 | India    | 2018-2019 | Segunda B                  |
| Club de Fútbol La Nucía       | España   | 2019-     | Segunda B                  |